# Mariarano
Mariarano is een plaats en commune in het noordwesten van Madagaskar, behorend tot het district Mahajanga II, dat gelegen is in de regio Boeny. Tijdens een volkstelling in 2001 telde de plaats 6.140 inwoners.
De plaats biedt enkel lager onderwijs aan. 50 % van de bevolking werkt als landbouwer, 10 % houdt zich bezig met veeteelt en 35 % verdient zijn brood als visser. De belangrijkste landbouwproducten zijn rijst en suikerriet; andere belangrijke producten zijn bananen en maniok. Verder is 5% actief in de dienstensector.